# Рівнина Ґвіневери
Рівнина Ґвіневери (лат. Guinevere Planitia, 21°54′ пн. ш. 325°00′ сх. д. / 21.9° пн. ш. 325° сх. д.) — низовинна область Венери, що лежить на схід від області Бета (лат. Beta Regio) та на захід від області Ейстла (лат. Eistla Regio, квадрангл V-30). Ці низинні рівнини, особливо у західній частині, характеризуються жерлами вулканів та широкими областями яскравих, темних та строкатих відкладень. Вони переривають екваторіальну смугу нагір'я та тектонічних зон. Типи, число та закономірності поширення тектонічних елементів та малих вулканічних форм рельєфу в регіоні надають важливу інформацію у тлумаченні та еволюції ландшафту Венери.
Рівнина названа на честь Ґвіневери, дружини легендарного короля Артура, яка стала образом Прекрасної дами в куртуазній літературі.
Виходячи з даних програми Піонер-Венера, обсерваторій Голдстоун та Аресібо, ці регіони можливо були сформовані як результат накладання лавових потоків, що походять із різних жерл. Зони розломів та сегменти лінеаментів формують зону деформації Бета-Ейстла. Зображення космічного апарата Магеллана виявили, що більшість елементів поверхні складаються з вулканічних форм. На рівнині Ґвіневери також розташований кратер Сеймур, біля якого розташовані значні відтокові відклади (тонкі лавоподібні потоки, пов'язані з ударним кратером).

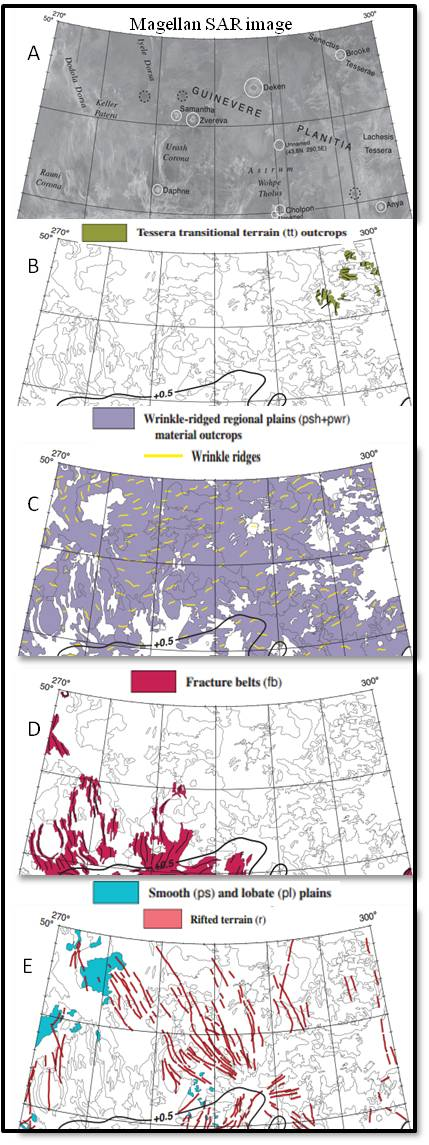
Рівнина Ґвіневери, хоча і здається рівною, містить чимало тектонічних структур.

## Огляд
Регіон рівнини Ґвіневери сприяє розумінню геодинаміки Венери та переносу тепла на планеті. Природа розташованих тут структур надає інформацію про типи вулканізму, який пов'язаний зі складом магми, вмістом летких речовин, її взаємодією з корою під час руху, та будовою кори і літосфери. Залежно від геоморфних форм, що спостерігаються на знімках, рельєф можна розділити на три зони з різними геологічними матеріалами: зона хребта, зона з рівнинними матеріалами та зона з вулканами. Є також локалізовані місцевості з кратерними матеріалами, що походять від дев'яти визнаних кратерів. Ці структури також мають відтокові відклади.

## Зона хребта
Зона хребта на рівнині Ґвіневери складається з залишків матеріалу, що зазнав значної деформації. Лінейовані матеріали містять однин домінуючий напрям тектонічних утворів, а складні лінейовані матеріали містять дві або більше тектонічних структур. Хребет включає найдавніші матеріали, знайдені у цьому регіоні і часто називаємі тессерами. Зону хребта зазвичай характеризують як строкату лінейовану рівнину з великими просторами горбистої топографії, що містять невелику кількість вулканічних куполів, щитів, конусів і лавових потоків. Строката природа хребта є результатом лавових потоків та потокових відкладів в районах з низькими схилами.

## Рівнинна зона
Стуктури рівнинної зони включають гряди, розломи та лінеаменти. Лінеаменти мають один домінуючий напрям тектонічних утворів. Тут розміщена зона деформації Бета-Ейстла, що складається з окремих сегментів лінеаментних смуг і овоїдів.
Серед інших структурних утворів є вінця та вінцеподібні утвори, тессери та інші тектонічні форми. У межах цього регіону структури демонструють різні просторові напрями і зустрічаються групами з подібними характеристиками. Напрями Схід-Захід та Південний Схід-Північний Захід є локалізованими у рівнинній зоні. На малюнку ліворуч, зображення А демонструє радіолокаційне зображення північно-східний регіон рівнини Ґвіневери. Зображення В ілюструє виходи тесери зосереджені у східній частині області Бета. Зображення С показує гряди, вони займають низинні регіони, жовті лінії вказують на основні утвори. Зображення D вказує розміщення розривів. Ймовірна причина цих утворів пов'язана з підняттям мантійного плюму. Утвори на цих зображеннях можуть бути пов'язані з променевими розривами та грабенами, що в свою чергу можуть трактуватися як дайкові групи. Інші частини розглядаються як результат тектонічного напруження, пов'язаного з підняттям або ж комбінацією механізмів дайки та підняття.

## Вулканічна зона
Вулканізм — це один з основних процесів переносу тепла зі внутрішніх частин планет. Аналіз розташування вулканічних відкладень і структур, їх обсяги та їх послідовності забезпечує кількісну оцінку тепловіддачі в просторі та часі. Вулканічна зона рівнини Ґвіневери містить вулкани та менші вулканічні утвори, розміщені на їхніх флангах та вершинах: Атануа, Рхпісунт, Тулі і Вар, і три вінця: Хулда, Маддеракка та Пельозниця. Через розмір потоків з цих великих центрів виверження, існує певна невизначеність стосовно цих відкладів. Відносний вік основних осередків виверження, а також їх порівння з навколишнім середовищем, важко визначити через складну природу потоків, що зливаються разом та переплітаються. Ймовірно, кожен вулкан мав тривалий період активності з кількома основними фазами, що має як результат великі лавові поля, поряд з більш локалізованою активністю, що відбувалася як у основному та бокових жерлах. Геологічне картографування показує загальний перехід від нагірної місцевості до вулканічних рівнин, а потім до щитових вулканів і лавових полей, але також виявляє складну взаємодію між вулканічними та тектонічними процесами.

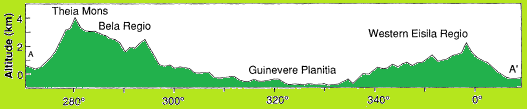
Поперечний переріз рівнини Ґвіневери від області Бета до гори Гула

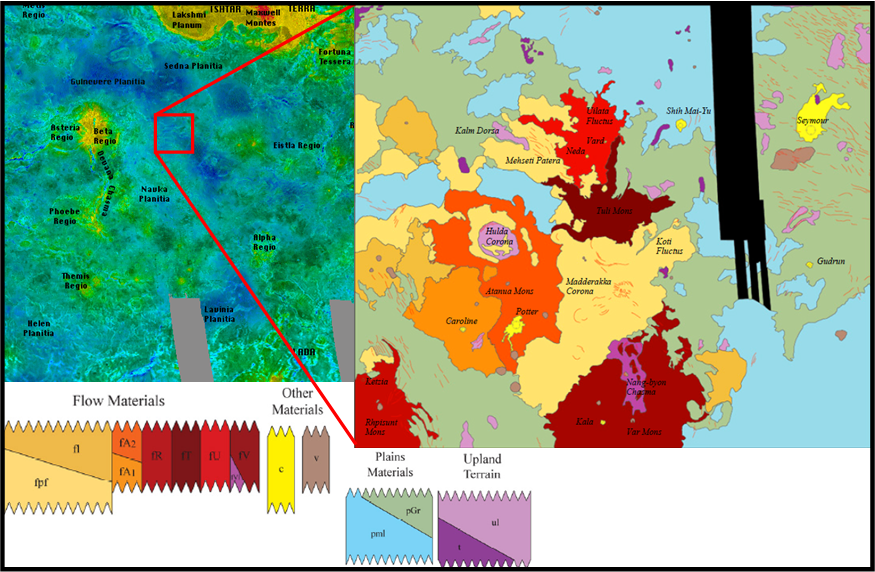
Карта геології південної рівнини Ґвіневери

### Гора Тулі
Гора Тулі (лат. Tuli Mons, 13° пн. ш., 314,5° сх. д.) має в поперечнику ~ 600x800 км і містить на вершині поле (~ 100x200 км) низьких щитових вулканів. Тулі піднімається в середньому на 600 м над своїм оточенням, а його фланги складаються з ряду лобатних, вузьких потоків, які розходяться з області вершини. Далі на північ, великі лавові поля виходять на рівнину і доходять до вторинних центрів виверження.

### Гора Атануа
Найзахідніший вулкан — гора Атануа (лат. Atanua Mons, 9,5° пн. ш., 309° сх. д.), окреслена скупченням невеликих утворів і потоків. На вершині радіальні потоки оточують невеликий щитовий або конічний вукан із центральним отвором приблизно 12 км у діаметрі. Фланги цього утвору (~ 1000 км у поперечнику) складаються з лобатних потоків, які тягнуться в усіх напрямках від вершини. На північ від Атануа лавові потоки оточують вінець, на захід — віялоподібне лавове поле, яке охоплює прилеглу рівнину і можливо містить наймолодші відклади в регіоні, а на півдні потоки оточують дуже деформовану місцевість.

### Гора Вар
Гора Вар Монс (лат. Var Mons, 1,5° пн. ш., 316° сх. д.) лежить у найпівденнішій частині рівнини і має дуже складну область вершини, що складається з щитового вулкана, обваленого стрімкого купола та великого, неправильного купола. На південному фланзі Вар лежать вузькі лобатні потоки, які простягаються на ~ 500 км, де вони перекривають темні горбисті рівнини. На північ від вершини помітна рифтова зона простягається на 250 км, де вона закінчується скупченням кільцевих структур. На північ від цієї рифтової зони розміщені ще чотири вінцеподібні структури (~ 70–250 км у діаметрі) частково перекриваються бічними потоками і, схоже, є місцевим джерелом для інших потоків на рівнині.